# Iratzagorria
Iratzagorria es una entidad de población española del municipio de Gordejuela, perteneciente a la provincia de Vizcaya, en la comunidad autónoma del País Vasco.

## Toponimia
El nombre del lugar puede encontrarse escrito con las grafías Iratzagorria e Irazagorría.

## Historia
Hacia mediados del siglo XIX, el lugar era referido ya como un barrio de Gordejuela, con ermita. Aparece descrito en el noveno volumen del Diccionario geográfico-estadístico-histórico de España y sus posesiones de Ultramar de Pascual Madoz con las siguientes palabras:

IRAZAGORRIA: barriada con ermita en la prov. de Vizcaya, part. jud. de Valmaseda, térm. de Gordejuela.
(Madoz, 1847, p. 442)

En 2023, la entidad singular de población tenía empadronados 123 habitantes, de los que 116 lo estaban en el núcleo de población del mismo nombre y 7 diseminados.